# Charles Octavius Swinnerton Morgan
Charles Octavius Swinnerton Morgan FRS (* 15. September 1803; † 5. August 1888 in Newport) war ein britischer Politiker und Historiker, der achtmal als Abgeordneter für das House of Commons gewählt wurde.

## Herkunft und politische Tätigkeit
Charles Morgan entstammte der Familie Morgan, einer Familie der Gentry aus Wales. Er war der vierte Sohn von Sir Charles Morgan, 2. Baronet und dessen Frau Mary Storey. Ab dem 26. Juni 1822 studierte er am Christ Church College in Oxford, wo er 1825 einen Abschluss als Bachelor und 1832 als Master of Arts machte. Morgan wurde Friedensrichter und Deputy Lieutenant von Monmouthshire. Bei der Unterhauswahl 1841 wurde er als Kandidat der Conservative Party für Monmouthshire gewählt. Bei den folgenden Wahlen bis 1868 wurde er jeweils wiedergewählt, bis er bei der Wahl 1874 nicht erneut kandidierte. Stattdessen wurde sein Neffe Frederick Morgan als Abgeordneter gewählt.

## Tätigkeit als Historiker
1830 wurde Morgan Fellow der Society of Antiquaries. Er verfasste regelmäßig Beiträge für die Veröffentlichungen der Gesellschaft und wurde später deren Vizepräsident. Weitere Veröffentlichungen machte er im Journal of the Royal Archaeological Institute. 1832 wurde er als Fellow of the Royal Society gewählt. Zusammen mit Thomas Wakeman veröffentlichte er zahlreiche Beiträge in den Schriften der 1847 gegründeten Monmouthshire and Caerleon Antiquarian Association. Dabei befasste er sich mit Ausgrabungen in Caerwent, der Prioratskirche von Abergavenny und zahlreichen weiteren historischen Themen. Dazu galt er als Fachmann für Uhren und Taschenuhren. Er starb unverheiratet in seinem Wohnsitz The Friars in Newport.